# 原田浩明
原田 浩明（はらだ ひろあき）は、日本のボッチャ選手である。

## 経歴

### 1998年
- 1月 兵庫県スポーツ交流館（旧：兵庫県勤労身体障害者体育館）日本ボッチャ協会より「ボッチャ」講習会にて兵庫県にボッチャを紹介される[1]。
- 5月 伊丹市で「ボッチャクラブ」を発足させ本格的に活動を始める[1]。
- 7月 兵庫県スポーツ交流館（旧：兵庫県勤労身体障害者体育館）に事務局を置き、「兵庫県ボッチャ協会」が発足。役員として加わる。
- 10月 兵庫県スポーツ交流館（旧：兵庫県勤労身体障害者体育館）にて県下で初めて「兵庫県ボッチャ交流大会」が開催される。

### 1999年
- 6月 日本ボッチャ協会主催による「第1回日本ボッチャ選手権大会」が大阪の舞洲障害者スポーツセンター（アミティ舞洲）で開催され（障害クラスBC2）3位入賞[1][2]。
- 10月 アルゼンチンでの「ボッチャワールドカップ」に参加[2][3]。（1勝3敗で予選敗退）

### 2000年
- 8月 横浜ラポールでの「第2回ボッチャ日本選手権大会」に参加。（障害クラスBC2）優勝。

### 2001年
- 1月 香港での「フェスピック大会」に参加。（障害クラスBC2）ベスト8。
- 8月 北海道江別市での「第3回ボッチャ日本選手権大会」に参加。（障害クラスBC2）優勝。

### 2002年
- 1月 広島で開催された「2002  BOCCIA  JAPAN CUP」に参加。（障害クラスBC2）2位入賞。
- 8月 横浜での「第4回ボッチャ日本選手権大会」に参加。（障害クラスBC2）ベスト4。

### 2003年
- 1月 広島で開催された「2003  BOCCIA  JAPAN CUP」に参加。（障害クラスBC2）3位入賞。
- 8月 千葉での「第5回ボッチャ日本選手権大会」に参加。（障害クラスBC2）ベスト8。
- 10月 ニュージーランドでの「ボッチャワールドカップ」に参加[4][5]。（2勝2敗で予選敗退）

2003年現在、世界ランク（障害クラスBC2）37位

### 2008年
- 7月 千葉ポートアリーナでの「第10回ボッチャ日本選手権大会」に参加。（障害クラスBC2）2位入賞[5]。

### 2009年
- 1月 横浜で開催された「2009  BOCCIA  JAPAN CUP」に参加。ベスト4。
- 7月 千葉での「第11回ボッチャ日本選手権大会」に参加。（障害クラスBC2）ベスト8。

### 2013年
- 12月 大阪舞洲での「第15回ボッチャ日本選手権大会」に参加。（障害クラスBC2）3位入賞。

### 2015年
- 12月 グリーンアリーナ神戸での「第17回ボッチャ日本選手権大会」に参加。（障害クラスBC2）ベスト4。

### 2016年
- 2月 兵庫県より長年の功績が認められ「平成27年度兵庫県障害者スポーツ功労賞」を受賞[1]。

他、地方大会においても優秀な成績を挙げている。

## 人物
- 2015年現在、伊丹障害者スポーツ協会理事、兵庫県ボッチャ協会理事[1]、伊丹ボッチャクラブ代表、宝塚ボッチャ部コーチなどを務め、ボッチャの普及・啓発を行っている。
- 今後も、兵庫県下に「ボッチャ」を広め目標を持ち、生きがいを持って重度障害者が社会参加と自己決定の自立ができる環境を作る為に努力していきたいと思っている。